# شهرداری کاسپی
شهرداری کاسپی (به لاتین: Kaspi Municipality) یک منطقهٔ مسکونی در گرجستان است که در شیدا کارتلی واقع شده‌است. شهرداری کاسپی ۸۰۲ کیلومتر مربع مساحت و ۴۳٬۷۷۱ نفر جمعیت دارد.